# Citrio

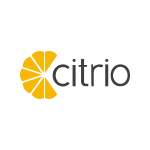
Logotipo del navegador Citrio

Citrio es un navegador web libre desarrollado por Catalina Group Ltd. y distribuido por Epom Ad Server. Citrio está disponible para Windows y Mac OS X. Citrio Browser dispone de un gestor de descargas que con soporte para Bittorrent, una herramienta para descargar vídeos, un reproductor multimedia y un proxy switcher. Citrio Browser está basado en el proyecto de software libre Chromium, lo cual lo hace compatible con todas las  extensiones, aplicaciones y temas de la Chrome Web Store.
Citrio es conocido por ser detectado por la mayoría del software antivirus, invadiendo la privacidad de las descargas y la actividad de navegación del usuario a través de extensiones en segundo plano, enviando los datos de los usuarios a Epom para vender anuncios, por esta razón este software es considerado un adware.

## Características
Citrio tiene un gestor de descargas integrado con el que se pueden pausar y reanudar descargas, el cual ordena los archivos por fecha, tipo, y estado de la descarga. Además, el navegador cuenta con un cliente BitTorrent integrado con el que se pueden descargar archivos torrent y enlaces magnéticos sin necesidad de software adicional. Además con Citrio's video grabber puedes descargar vídeos de múltiples sitios web. Los torrents y videos descargados son mostrados con las otras descargas en la sección respectiva en el navegador. Además Citrio Browser cuenta con un reproductor multimedia integrado con el que puedes ver los vídeos que están siendo descargados en streaming, sin necesidad de esperar a que la descarga finalice. Por último Citrio Browser cuenta con una extensión de bloqueo de publicidad integrada.

## Historia y desarrollo
Citrio Browser es distribuido por Epom Ad Server y desarrollado por Catalina Group. Citrio fue lanzado en 2013 con un número de sus características integradas, como el gestor de descargas, el gestor de torrents, la función de descarga de vídeos y un proxy switcher.

### Historial de actualizaciones
- 38.0.2125.244 - Extensión para compartir en redes sociales agregada, se rediseñó el gestor de descargas. [5]
- 39.0.2171.248 - opción para editar los torrents después del inicio de la descarga; cuenta premium en el servicio de hosting de archivos 4shared.[6]
- 41.0.2272.254 - Se introdujo en el reproductor multimedia la opción para ver vídeos en medio de la descarga.[7]
- 42.0.2311.258 - Extractor de audio añadido para convertir vídeo a mp3.[8]
- 44.0.2403.264 - Se añade el soporte para playlist en el reproductor multimedia para archivos de audio y de vídeo. [9]
- 44.0.2403.265 - Se añade la extensión de bloqueo de anuncios.[10]
- 50.0.2661.273 - La última versión con proxy y gestor de descargas.

## Recepción
Citrio Ha sido generalmente bien calificado por sus capacidades de descarga, como el gestor de descargas, gestor de torrents, y función para descargar vídeos.
Otros lo han criticado como un adware y un riesgo de seguridad, con material promocional engañoso, y recolección de datos del usuario, invadiendo su privacidad.  .
En febrero de 2015, CNET hizo un análisis de Citrio con la siguiente conclusión: “...Si  descargas muchos archivos multimedia, sin duda tienes que probar Citrio.. Ofrece uno de las maneras más fáciles vistas en un navegador para descargar archivos,, y, aparte del Ask Toolbar y su "optimización," hay mucho para disfrutar en este navegador gratuito.”
El review de Citrio de Softonic concluye: "A pesar de que Citrio es promocionado como un navegador seguro, la instalación del programa desactiva las alertas de antivirus y puede ser considerado adware. Además no puedes optar por no instalar la Ask Toolbar, una invasora de privacidad, en la instalación inicial. Aún hay mucho que me gusta de este navegador..."